# Boksning under sommer-OL 1932
Boksning under Sommer-OL 1932 i Los Angeles blev afviklet i Olympic Auditorium i dagene 9.-13. august 1932. Der blev i den olympiske bokseturnering bokset i de otte klassiske vægtklasser. 98 boksere fra 18 nationer var meldt til start og 85 kom i kamp om medaljerne. 
Den olympiske bokseturnering bød på en række nyskabelser. Boksekampene blev afviklet med kamplederen inde i ringen, og ikke som tidligere uden for. Herudover var der også tænkt på bokserne, der for første gang fik lov til at bokse med tandbeskytter og med skridtbeskytter. 

## Danske deltagere
Fra Danmark deltog Carl Jensen i (weltervægt) og Peter Oscar Jørgensen i (letsværvægt). 
- Carl Jensen vandt sin første kamp over Nils Althin, Sverige, men tabte kvartfinalen til tyskeren Erich Campe.
- Peter Jørgensen vandt sin første kamp Rafael Lang, Argentina, og kvalificerede sig derved til semi-finalen, der dog blev tabt til den senere guldvinder, sydafrikaneren Dave Carstens. Jørgensen modtog bronzemedaljen, da modstanderen til bronzekampen ireren James Murphy ikke kunne stille op til kamp.

## Medaljer efter land
| Medaljer ved OL 1932 pr. land | Medaljer ved OL 1932 pr. land | Medaljer ved OL 1932 pr. land | Medaljer ved OL 1932 pr. land | Medaljer ved OL 1932 pr. land | Medaljer ved OL 1932 pr. land |
| ----------------------------- | ----------------------------- | ----------------------------- | ----------------------------- | ----------------------------- | ----------------------------- |
| Nr.                           | Land                          | Guld                          | Sølv                          | Bronze                        | Total                         |
| 1                             | Argentina                     | 2                             | 1                             | 0                             | 3                             |
| 2                             | USA                           | 2                             | 0                             | 3                             | 5                             |
| 3                             | Sydafrika                     | 2                             | 0                             | 1                             | 3                             |
| 4                             | Canada                        | 1                             | 0                             | 0                             | 1                             |
| 4                             | Ungarn                        | 1                             | 0                             | 0                             | 1                             |
| 6                             | Tyskland                      | 0                             | 3                             | 0                             | 3                             |
| 7                             | Italien                       | 0                             | 2                             | 0                             | 2                             |
| 8                             | Sverige                       | 0                             | 1                             | 1                             | 2                             |
| 9                             | Mexico                        | 0                             | 1                             | 0                             | 1                             |
| 10                            | Danmark                       | 0                             | 0                             | 1                             | 1                             |
| 10                            | Finland                       | 0                             | 0                             | 1                             | 1                             |
| 10                            | Filippinerne                  | 0                             | 0                             | 1                             | 1                             |

## Fluevægt(50,802 kg)
| Medalje | Land   | Bokser            |
| ------- | ------ | ----------------- |
| Guld    | Ungarn | István Énekes     |
| Sølv    | Mexico | Francisco Cabanas |
| Bronze  | USA    | Louis Salica      |

## Bantamvægt(53,525 kg)
| Medalje | Land         | Bokser          |
| ------- | ------------ | --------------- |
| Guld    | Canada       | Horace Gwynne   |
| Sølv    | GER          | Hans Ziglarski  |
| Bronze  | Filippinerne | Jose Villanueva |

## Fjervægt(57,152 kg)
| Medalje | Land          | Bokser                 |
| ------- | ------------- | ---------------------- |
| Guld    | Argentina ARG | Carmelo Robledo        |
| Sølv    | Tyskland      | Josef Schleinkofer     |
| Bronze  | Sverige       | Allan Carlsson-Ekeback |

## Letvægt(61,237 kg)
| Medalje | Land    | Udøver           |
| ------- | ------- | ---------------- |
| Guld    | RSA     | Lawrence Stevens |
| Sølv    | Sverige | Thure Ahlqvist   |
| Bronze  | USA     | Nathan Bor       |

## Weltervægt(66,678 kg)
| Medalje | Land     | Bokser                |
| ------- | -------- | --------------------- |
| Guld    | USA      | Edward L. Flynn       |
| Sølv    | Tyskland | Erich Campe           |
| Bronze  | Finland  | Bruno Valfrid Ahlberg |

## Mellemvægt(72,574 kg)
| Medalje | Land      | Bokser        |
| ------- | --------- | ------------- |
| Guld    | USA       | Carmen Barth  |
| Sølv    | Argentina | Amado Azar    |
| Bronze  | RSA       | Ernest Pierce |

## Letsværvægt(79,378 kg)
| Medalje | Land        | Bokser                |
| ------- | ----------- | --------------------- |
| Guld    | RSA         | David Carstens        |
| Sølv    | Italien     | Gino Rossi            |
| Bronze  | Danmark DEN | Peter Oscar Jørgensen |

## Sværvægt(over 79,378 kg)
| Medalje | Land      | Bokser                  |
| ------- | --------- | ----------------------- |
| Guld    | Argentina | Alberto Santiago Lovell |
| Sølv    | Italien   | Luigi Rovati            |
| Bronze  | USA       | Frederick Feary         |